# (3923) Radzievski
(3923) Radzievski es un asteroide que forma parte del cinturón exterior de asteroides y fue descubierto el 24 de septiembre de 1976 por Nikolái Stepánovich Chernyj desde el Observatorio Astrofísico de Crimea, en Naúchni.

## Designación y nombre
Radzievski fue designado inicialmente como 1976 SN3.
Posteriormente, en 1992, se nombró en honor del astrónomo soviético Vladímir Radzievski (1911-2003).

## Características orbitales
Radzievski está situado a una distancia media de 3,963 ua del Sol, pudiendo alejarse hasta 4,847 ua y acercarse hasta 3,078 ua. Tiene una excentricidad de 0,2232 y una inclinación orbital de 3,492 grados. Emplea 2881 días en completar una órbita alrededor del Sol.
Radzievski pertenece al grupo asteroidal de Hilda.

## Características físicas
La magnitud absoluta de Radzievski es 11,5 y el periodo de rotación de 39 horas.